# نموذج الامتياز الاجتماعي
الامتياز الاجتماعي هو تطبيق مفاهيم الامتياز التجاري لتحقيق غايات مفيدة اجتماعياً، بدلا من الربح.

## نظرة عامّة
الامتياز الاجتماعي هو تطبيق مبادئ الامتياز التجاري لتعزيز الفائدة الاجتماعية بدلاً من الربح الخاص.
بمعنى أنه يشير إلى علاقة تعاقدية حيث تُقدِم منظمة تنسيق مستقلة (عادة منظمة غير حكومية، ولكن في بعض الأحيان هي هيئة حكومية أو شركة خاصة) للأفراد القدرة على الانضمام إلى شبكة امتياز لتوفير خدمات مختارة في منطقة محددة وفقاً لمخطط عام ابتكرهُ مانح الامتياز. بمجرد الانضمام إلى الشبكة، يمنح العاملين الحق في استخدام الحوافز التي تم اختبارها سابقًا بما في ذلك التدريب المهني واستخدام العلامات التجارية أو إعلانات العلامات التجارية واللوازم والمعدات المدعومة وخدمات الدعم والوصول إلى المشورة المهنية. يكتسب الأعضاء أيضًا تأثيرات عرضية مفيدةٌ مثل زيادة المستهلكين وتحسين السمعة بسبب الانتماء إلى العلامة التجارية. يجب على أصحاب الامتياز الالتزام بمجموعة من المتطلبات بما في ذلك: تقديم خدمات مفيدة اجتماعياً وتلبية معايير الجودة والتسعير والخضوع لتعليم إلزامي بشأن تقديم الخدمات، وإخضاع المنافذ لآليات ضمان الجودة، وخدمة الإبلاغ وإحصاءات المبيعات، وأحيانا دفع رسوم ثابتة أو رسوم حصة الربح. تاستخدام الامتيازات الاجتماعية لخدمات الصحة الأولية ومبيعات الأدوية الأساسية واختبار فيروس نقص المناعة البشرية وتقديم المشورة وخدمات الصحة الإنجابية في العالم النامي.
تطبيق آخر للامتياز الاجتماعي هو كوسيلة لتمكين المشاريع الاجتماعية والاقتصاد الاجتماعي من خلق المزيد من فرص العمل للأشخاص العاطلين وتحقيق الأهداف الاجتماعية. يتم ذلك أساسًا عن طريق تمكين العمل المشترك ومشاركة المعرفة ونقلها. قامت شبكة الامتياز الاجتماعي الأوروبية بتحديد أكثر من 60 نموذجًا للامتياز الاجتماعي من هذا النوع في أوروبا، والتي وظَّفَت أكثر من 13,000 شخص، ومؤخرًا في عام 2012، قام المركز الدولي للإمتياز الاجتماعي بتحديد 140 نموذجًا. أكبر هذه النماذج هو "دي كرينغوينكل" في فلاندرز، حيث وظَّف 5,000 شخص. هناك غيرها من النماذج مثل "لومات" للفنادق والسياحة ونموذج المدرسة لريادة الأعمال الاجتماعية يعملان في أكثر من دولة. يوفر الامتياز الاجتماعي فرصة لنمو هذا القطاع بشكل سريع لصالح الأشخاص العاطلين والمجتمع عمومًا.

## منظمات الدعم
تم تأسيس المركز الدولي للامتياز الاجتماعي (ICSF) للمساعدة في تكرار المشاريع الاجتماعية التي أثبتت جدواها على نطاق واسع. لديهم عدد من الموارد المفيدة ونشروا أوراقًا مثل الاستثمار في الامتياز الاجتماعي الذي يبحث في جدوى الاستثمار في المشاريع الاجتماعية ذات الامتياز في المملكة المتحدة والامتياز الاجتماعي: الابتكار وقوة الأفكار القديمة وهي مقارنة بين ماكدونالدز وبنك الطعام للامتياز الاجتماعي.
قام ICSF مؤخرا (2015) بتطوير وإطلاق مجموعة أدوات امتياز اجتماعي مع NESTA ومؤسسة بيرتلسمان وكلية لندن للاقتصاد وغيرها لمساعدة أفضل الأفكار الاجتماعية على التطور كامتياز. أجرت المجموعة مؤخرًا بحثًا في نماذج الرعاية الصحية القابلة للتكرار ذات الفائدة الاجتماعية الواسعة مع شركة جلاكسو سميث كلاين الصيدلانية، التي نُشِرت في مايو 2013.

## الامتياز الاجتماعي لخدمات الصحة
هناك عدد من الامتيازات الاجتماعية في مجال الرعاية الصحية والتحركات الاجتماعية. وفقًا لمكونات مؤشر التنمية البشرية، فإن "الصحة" و"معايير المعيشة" هما المكونان الرئيسيان لمؤشر التنمية البشرية. الامتياز الاجتماعي للخدمات الصحية الأساسية هو تقنية ناشئة تستخدمها الحكومات ومانحو المعونة في البلدان النامية حيث يتم تقديم نسبة كبيرة من الخدمات الصحية من قبل القطاع الخاص (بما في ذلك المنظمات غير الربحية والقطاع الخاص للربح) لتحسين الوصول والإنصاف والفعالية والجودة. غالبا ما يُأخذ الامتياز السريري شكل نموذج كسري حيث تضاف خدمات الامتياز إلى ممارسة طبية قائمة، ولكن يمكن أن توجد أيضا كممارسة قائمة بذاتها حيث يوفر الموقع حصريًا خدمات أو سلع مدعومة بالامتياز. استخدام الامتياز الاجتماعي لتقديم مجموعة واسعة من الخدمات بما في ذلك علاج السل وإدارة العدوى المنقولة جنسيا والرعاية الأولية لعلاج فيروس نقص المناعة البشرية / الإيدز

## نقاط القوة والضعف في الامتياز الاجتماعي
نقاط القوة
من خلال تنظيم مقدميّ الخدمات المستقلين الصغار إلى وحدات أكبر، يمكن أن تحقق الامتيازات الاجتماعية عوائد على نطاق واسع في الاستثمار في رأس المال المادي وسلاسل التوريد والإعلان وتدريب العمال والإشراف عليهم. بالإضافة إلى ذلك، يمكن أن توفر الامتيازات الاجتماعية القدرة على توسيع نطاق البرامج بشكل أسرع وخفض تكاليف المعاملات وتوفير خدمات موحدة لسوق واسع والتفاوض بشكل تعاوني على آليات السداد المالي وتكرار خدمات أفضل الممارسات بين مجموعة كبيرة.  يمكن لأصحاب الامتياز أيضا دعم الخدمات الأقل ربحية مع الخدمات الأكثر ربحية التي يدعمها صاحب الامتياز. إن استخدام إعلانات العلامات التجارية يجعل الامتيازات الاجتماعية متوافقة مع التسويق الاجتماعي. بالاضافة إلى ذلك يسمح الامتياز الاجتماعي للخدمات الصحية بتوسيع الخدمات بسبب الدعم المتبادل وإضافة خدمات أقل ربحية إذا تم منحها امتيازات الوصول إلى الأدوية المُكلفة إذا كانت مدعومة من قبل المنظمة المنسقة.
نقاط الضعف
توجد العديد من نقاط الضعف اللوجستية والاقتصادية المُتأصلة في نموذج الامتياز الاجتماعي. وتشمل هذه الصعوبة في توحيد الرعاية الطبية بين المشاركين، والحاجة إلى أن تكون الشبكات كبيرة بما فيه الكفاية لتحقيق اقتصاد الحجم وتكلفة وتحدي الرقابة التنظيمية على المنافذ والحاجة إلى اتخاذ القرارات التنظيمية على أساس الطلب السكاني الذي قد لا يزيد الجودة أو يقلل التكلفة إلى الحد الأدنى. هناك أيضا إمكانية "مأساة المشاعات" حيث يوفر أصحاب الامتياز جودة منخفضة وتكلفة منخفضة بسبب المراقبة غير المكتملة. يتعرض الامتياز الاجتماعي للخدمات الصحية لخطر التوفير الطبي "لقاطع ملفات تعريف الارتباط" الإجرائي بشكل مفرط والإفراط في علاج حالات المرضى وإمكانية الاحتيال إذا لم تكن الرقابة موجودة.

## شركات الامتياز الاجتماعي
مؤسسة الامتياز الاجتماعي هي نوع من المبادرات الاجتماعية الموجهة لتحقيق الأهداف الإنمائية من خلال المشاريع الخاصة التي توفر السلع والخدمات للأسواق غير المزودة بسعر قابل للتطبيق. تخلق مؤسسة الامتياز الاجتماعي نشاطًا اقتصاديًا مستدامًا ذاتيًا لأصحاب الامتياز باستخدام نموذج الامتياز لتزويدهم ببناء القدرات (الدراية والتدريب) والوصول إلى السوق (المشتريات السائبة من الإمدادات القياسية وعملاء الشبكة والعلامة التجارية) والوصول إلى الائتمان (القياس الذي يؤدي إلى القدرة المصرفية). ثم يصبح أصحاب الامتياز قادرين على تزويد مجموعة معينة من السكان بالسلع أو الخدمات التي تشتد الحاجة إليها.
من خلال الحفاظ على عنصر المعاملة تولد مؤسسة الامتياز الاجتماعي الإيرادات لكل من أصحاب الامتياز والامتياز الاجتماعي الذين يصبحون مستدامين ذاتيًا ويمكنهم زيادة توسيع بصمتهم وزيادة تزويد الأسواق غير المقدمة وفرض المراقبة والاستمرار في تقديم خدمات ذات قيمة مضافة لشبكة أصحاب الامتياز.
وقد درس البنك الدولي أكشاك الهاتف/الاتصالات منذ عام 1995. في الوقت الحالي، تمثل كهربة الريف ومقدميّ خدمات الهاتف المحمول الريفييّن مجالات جذابة لتطوير مؤسسات الامتياز الاجتماعي التي تُخلِق نشاطًا اقتصاديًا وتوفر للمجتمعات الكهرباء والوصول إلى الاتصالات.

## تاريخ برامج الامتياز الاجتماعي
تم تنفيذ أول برنامج ضخم للامتياز الاجتماعي في عام 1995 من قِبل امتياز قرين ستار في باكستان. منذ إنشائِها درّبت قرين ستار أكثر من 24000 مقدم وتوفر خدمات تنظيم الأسرة وخدمات الصحة الجنسية والإنجابية وخدمات صحة الأم والطفل وتشخيص السل وعلاجه من خلال أكثر من 80000 منفذ بيع بالتجزئة.  منذ ذلك الحين نشأ أكثر من 35 برنامجًا إضافيًا للامتياز الاجتماعي مع حدوث الكثير من الزيادة في عدد وحجم الامتيازات الاجتماعية في السنوات الأربع الماضية. بالإضافة إلى ذلك وسّعت الامتيازات خدماتها من تنظيم الأسرة في الغالب إلى اختبار وعلاج الملاريا والسل وفيروس نقص المناعة البشرية / الإيدز.

## الامتيازات الاجتماعية السريرية الحالية
| اسم الامتياز                | البلد                       | منظمة التنسيق                      | تاريخ التأسيس | عدد العيادات | تنظيم الأسرة | فيروس نقص المناعة البشرية | الصحة الجنسية والإنجابية | صحة الأم والطفل | سل  | مَلارِيا | اخرى |
| --------------------------- | --------------------------- | ---------------------------------- | ------------- | ------------ | ------------ | ------------------------- | ------------------------ | --------------- | --- | ------ | ---- |
| آي إم يو آي                 | كينيا                       | ماري ستوبز الدولية                 | 2004          | 144          | نعم          |                           |                          |                 |     |        |      |
| أندالان                     | اندنوسيا                    | دي كي تي الدولية                   | 2001          | 5000         | نعم          |                           | نعم                      | نعم             |     |        |      |
| اي ار ڤي كير                | افريقيا الجنوبية            | برود ريتش                          | 2002          | 4500         |              | نعم                       |                          |                 |     |        | نعم  |
| بيروه تيسڤا                 | أثيوبيا                     | باثفايندر الدوليه                  | 2000          | 130          | نعم          |                           | نعم                      |                 |     |        | نعم  |
| بلو ستار بنقلاديش           | بنقلاديش                    | شركة التسويق الاجتماعي             | 1998          | 3600         | نعم          |                           |                          |                 |     |        |      |
| بلو ستار اثيوبيا            | أثيوبيا                     | ماري ستوبز الدولية                 | 2007          | 107          | نعم          |                           | نعم                      |                 |     |        |      |
| بلو ستار غانا               | غانا                        | ماري ستوبز الدولية                 | 2008          | 102          | نعم          |                           | نعم                      |                 |     |        |      |
| بلو ستار مالاوي             | مالاوي                      | ماري ستوبز الدولية                 | 2008          | 59           | نعم          | نعم                       | نعم                      |                 |     |        |      |
| بلو ستار الفلبين            | الفلبين                     | ماري ستوبز الدولية                 | 2007          | 66           | نعم          |                           | نعم                      |                 |     |        |      |
| بلو ستار سيراليون           | سيراليون                    | ماري ستوبز الدولية                 | 2008          | 70           | نعم          |                           |                          |                 |     |        |      |
| بلو ستار فيتنام             | فيتنام                      | ماري ستوبز الدولية                 | 2007          | 32           | نعم          |                           | نعم                      |                 |     |        |      |
| كونفيونس                    | جمهورية الكونغو الديمقراطية | الخدمات السكانية الدولية           | 2004          | 78           | نعم          |                           |                          |                 |     |        | نعم  |
| سي اف دبليو شوبز كينيا      | كينيا                       | صحة الطفل والأسرة سي اف دبليو شوبز | 2000          | 67           |              | نعم                       | نعم                      | نعم             |     |        |      |
| سي اف دبليو شوبز راوندا     | روندا                       | صحة الطفل والأسرة سي اف دبليو شوبز | 2008          | 2            |              | نعم                       | نعم                      |                 |     |        |      |
| دي ام بي آي نيتورك          | الهند                       | بي اس بي ون                        | 1998          | 1150         | نعم          |                           |                          |                 |     |        |      |
| فرندلي كير الفلبين          | الفلبين                     | فريندلي كير                        | 1999          | 6            | نعم          |                           |                          |                 |     |        | نعم  |
| قرين ستار                   | باكستان                     | الخدمات السكانية الدولية           | 1995          | 8000         | نعم          |                           | نعم                      | نعم             | نعم |        |      |
| قولد ستار                   | كينيا                       | صحة العائلة الدولية                | 2006          | 279          | نعم          | نعم                       |                          |                 | نعم | نعم    | نعم  |
| ماري قولد هيلث              | الهند                       | هندوستان اللاتكس اف بي ترست        | 2007          |              | نعم          |                           | نعم                      | نعم             | نعم |        |      |
| انتيمو                      | موزنبيق                     | دي كي تي الدوليه                   | 2011          | 9            | نعم          | نعم                       | نعم                      |                 |     |        |      |
| عيادات كي                   | الهند                       | الخدمات السكانية الدولية           | 2004          | 701          |              |                           | نعم                      |                 | نعم |        |      |
| كي ميت كينيا                | كينيا                       | كي ام إي تي                        | 1995          | 200          | نعم          |                           | نعم                      |                 |     |        |      |
| جمعية المكسيك برامج الاطباء | المكسيك                     | ميكس فام                           | 1986          | 300          | نعم          |                           |                          |                 |     |        |      |
| نيو ستارت جنوب افريقيا      | جنوب افريقيا                | الخدمات السكانية الدولية           | 2007          | 11           |              | نعم                       |                          |                 |     |        |      |
| نيو ستارت ليسوتو            | ليسوتو                      | الخدمات السكانية الدولية           | 2006          | 6            |              | نعم                       |                          |                 |     |        |      |
| نيو ستارت السويد            | السويد                      | الخدمات السكانية الدولية           | 2003          | 16           | نعم          | نعم                       |                          |                 |     |        |      |
| نيو ستارت زامْبِيا            | زامْبِيا                      | الخدمات السكانية الدولية           | 2002          | 8            | نعم          |                           |                          |                 | نعم |        |      |
| نيو ستارت زيمْبابْوي          | زيمبابوي                    | الخدمات السكانية الدولية           | 1999          | 41           | نعم          | نعم                       |                          |                 |     |        |      |
| بوب شوبز                    | الفلبين                     | دي كي تي الدولية                   | 2005          | 300          | نعم          |                           | نعم                      |                 |     |        |      |
| اوبريشن لايت هاوس           | الهند                       | الخدمات السكانية الدولية           | 2002          | 12           |              | نعم                       |                          |                 |     |        |      |
| برو فام بنين                | بنين                        | الخدمات السكانية الدولية           | 2002          | 30           | نعم          |                           | نعم                      | نعم             |     | نعم    |      |
| برو فام الكاميرون           | الكاميرون                   | الخدمات السكانية الدولية           | 2004          | 25           | نعم          | نعم                       |                          |                 |     |        |      |
| برو فام مالي                | مالي                        | الخدمات السكانية الدولية           | 2005          | 33           | نعم          |                           |                          |                 |     |        |      |
| بي سي اي توقو               | توقو                        | الخدمات السكانية الدولية           | 2002          | 13           |              | نعم                       |                          |                 |     |        |      |
| بي سي اس اوغندا             | اوغندا                      | الخدمات السكانية الدولية           | 2007          | 2            |              | نعم                       |                          |                 |     |        |      |
| ريد بلان سالود              | بيرو                        | إن بي بي آي آر إي أس               | 2002          | 1668         | نعم          | نعم                       | نعم                      | نعم             |     |        | نعم  |
| صحة الام                    | السودان                     | دي كي تي الدولية                   | 2011          | 12           | نعم          |                           | نعم                      |                 |     |        |      |
| سنقيني                      | نيبال                       | شركة سي ار اس النيبال              | 1992          | 2928         | نعم          |                           | نعم                      | نعم             |     | نعم    |      |
| سكاي هيلث سكاي كير سينتيرز  | الهند                       | ورلد هيلث بيرنتس                   | 2008          |              | نعم          |                           | نعم                      |                 |     |        | نعم  |
| سمايلنق صن                  | بنقلاديش                    | كيمونيكس الدولية                   | 2008          | 40           | نعم          |                           |                          | نعم             |     |        | نعم  |
| جمعية صحة العائلة           | نيجيريا                     | الخدمات السكانية الدولية           | 2006          |              | نعم          |                           | نعم                      |                 |     |        | نعم  |
| صن كوالتي هلث ماينمار       | ماينمار                     | الخدمات السكانية الدولية           | 2001          | 846          | نعم          |                           | نعم                      |                 | نعم | نعم    | نعم  |
| صن كوالتي هلث كَمْبودْيا       | كمبوديا                     | الخدمات السكانية الدولية           | 2002          | 164          | نعم          |                           | نعم                      |                 |     | نعم    | نعم  |
| عيادات ساريا                | الهند                       | جاناني دي كي تي الدولية            | 2000          | 63           | نعم          |                           | نعم                      |                 |     |        | نعم  |
| توب ريزو                    | مدغشقر                      | الخدمات السكانية الدولية           | 2001          | 155          | نعم          | نعم                       | نعم                      |                 |     |        |      |
| عيادات صحة العائلة ميد وايف | الفلبين                     | عيادات صحة العائلة ميد وايف        | 1997          | 100          | نعم          |                           |                          | نعم             |     |        |      |
| محطة فيتالوك                | هونق كونق                   | محطة فيتالوك                       | 2012          | 3            |              |                           |                          |                 |     |        | نعم  |